# Parodia ayopayana
Parodia ayopayana  es una especie  perteneciente a la familia Cactaceae, endémica de Cochabamba en Bolivia en la Provincia de Ayopaya.

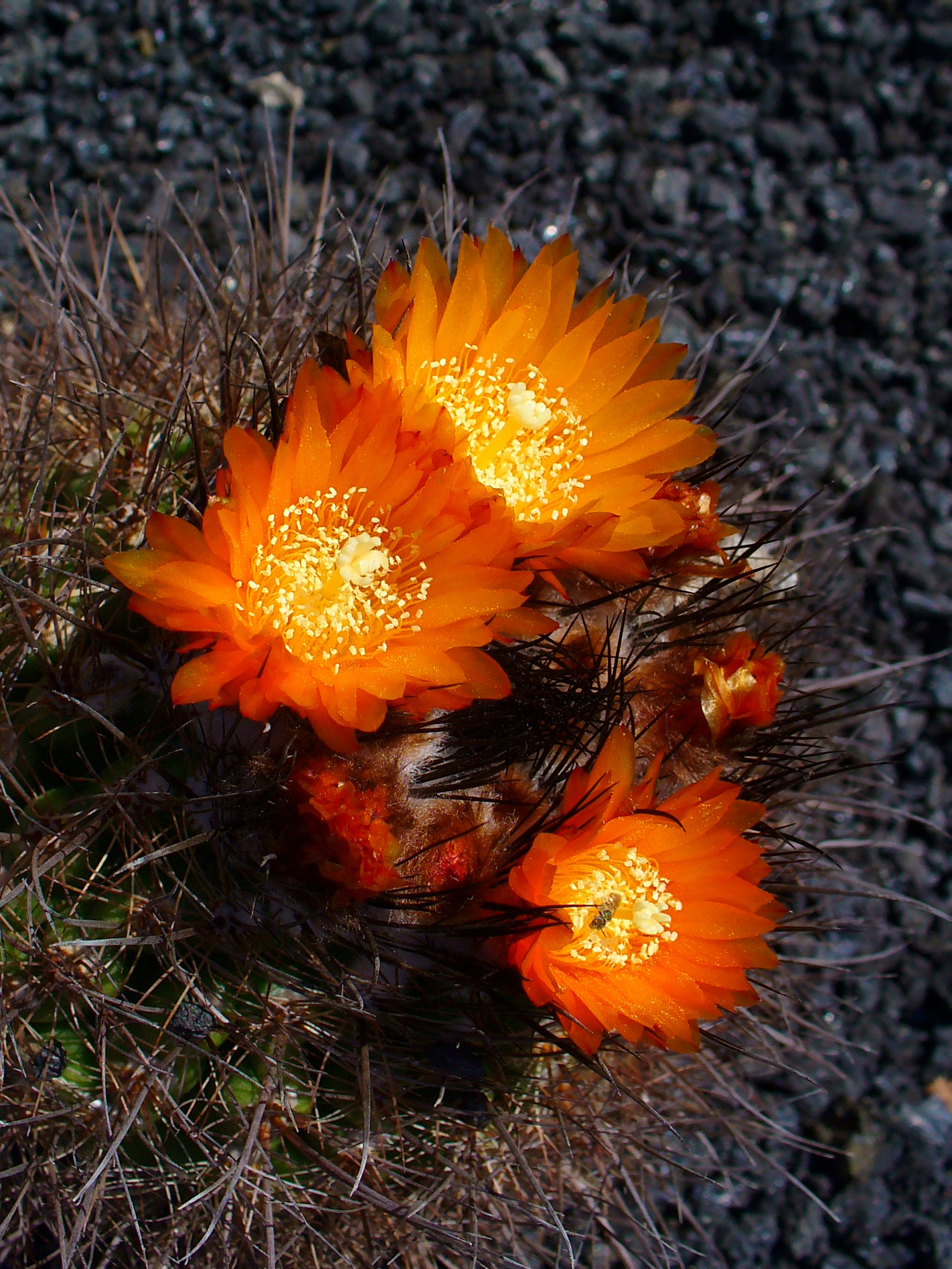
Detalle de las flores

## Descripción
Cactus de crecimiento solitario, aunque también puede formar grupos. Es de forma globosa y alcanza los 12 cm de altura por 8 de diámetro con 1 o 2 espinas centrales y unas 8 a 10 radiales en cada areola lanosa. Las flores, de color naranja, nacen alrededor del ápice de la planta.

## Taxonomía
Parodia ayopayana fue descrita por Cárdenas y publicado en Cactus and Succulent Journal 23: 98, f. 53, 54. 1951.
Etimología
Parodia: nombre genérico que fue asignado en honor a Lorenzo Raimundo Parodi (1895–1966), botánico argentino.
ayopayana: epíteto geográfica que alude a su localización en la Provincia de Ayopaya.
Sinonimia
- Parodia buxbaumiana
- Parodia miguillensis
- Parodia comosa
- Parodia borealis
- Parodia echinus
- Parodia pseudoayopayana
- Parodia elata
- Parodia macednosa
- Parodia cotajacensis[3]